# Kostel svatého Vavřince (Komárov)
Kostel svatého Vavřince stával v Komárově na Karlovarsku již od poloviny 14. století. V roce 1750 byl pozdně barokně přestavěn. Od roku 1958 je chráněn jako kulturní památka České republiky. Zároveň je veden v seznamu ohrožených nemovitých památek.

## Historie
Gotický farní kostel sv. Vavřince vznikl na východním okraji vsi Komárov již v polovině 14. století, zmiňován je poprvé v roce 1358, kdy byl patronem panovník. V letech 1560 až 1624 šlo o kostel protestantský. Po rekatolizaci kostel fungoval do roku 1850 jako filiální (v roce 1750 byl pozdně barokně přestavěn), poté zde byla znovu zřízena farnost. V 50. letech byl kostel opuštěn, zdejší farnost zanikla sloučením se sousední toužimskou farností. Filiální kostel postupně chátral, vnitřní zařízení bylo ničeno a rozkrádáno, v 90. letech 20. století bylo odcizeno veškeré vybavení včetně barokních oltářů a lavic. Do 31.12.2018 byl v majetku Římskokatolické farnosti Toužim, od 1.1.2019 je v majetku sloučené Římskokatolické farnosti Bochov.

## Popis
Jednolodní orientovaná stavba s přízemní sakristií po severní straně kněžiště s masivní hranolovou věží v ose západního průčelí, s oblými odsazenými nárožími, je zastřešena mansardovou střechou a věž cibulovou bání s lucernou zakončenou zvonovou bání. Zdivo lodi při kněžišti obsahuje fragmenty původní gotické stavby. Závěr kněžiště je půlkruhový. Okna kněžiště, kostelní lodi i věže jsou obdélná, nahoře i dole zakončená odsazeným obloukem. Vstupy osazeny jednoduchými kamennými portály. Interiér z doby barokní přestavby, novodobě upraven. Loď má fabionový plochý strop se štukovou výzdobou, kněžiště je zaklenuto valenou klenbou, závěr konchou, sakristie valenou klenbou. Dřevěná kruchta při západní věži je nesena dvěma dřevěnými sloupy. V přízemí věže zaklenutá předsíň. Interiér byl původně vybaven hodnotným barokním zařízením, které se až na kazatelnu a zpovědnici nedochovalo. Hlavní oltář sv. Vavřince byl stejně jako boční oltáře sv. Floriána a sv. Antonína Paduánského portálový. Varhany ani zvony se nedochovaly. V oltářních výklencích patrné fragmenty barokních iluzivních bočních oltářů, nad triumfálním obloukem alianční erb patronů kostela. Kolem kostela v kamenné ohradní zdi zdevastovaný hřbitov.

## Obnova

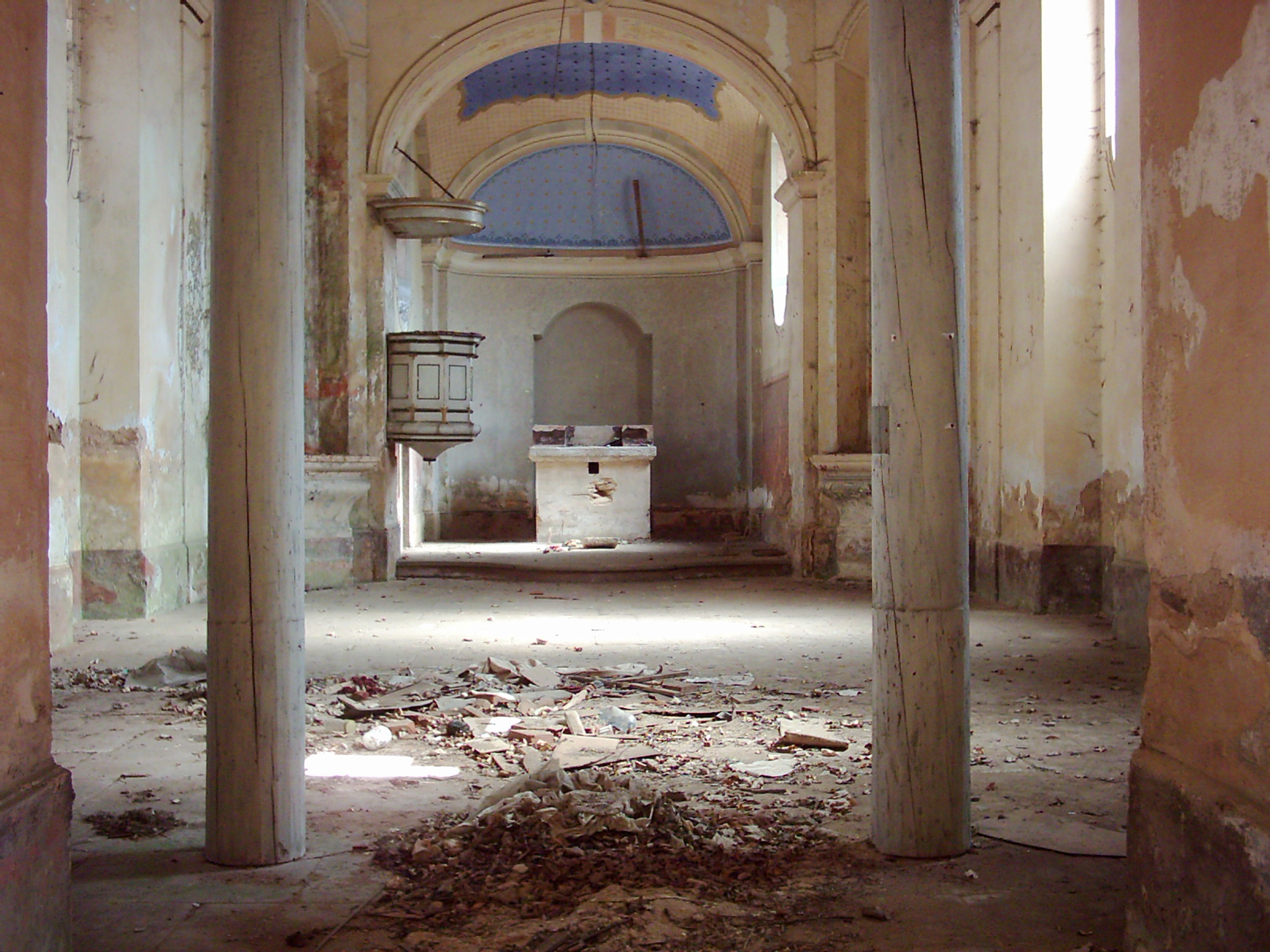
Interiér kostela (2004)

Od roku 2019 přešel kostel do majetku Římskokatolické farnosti Bochov, která pokračuje s finanční podporou Karlovarského kraje v postupné opravě krovu a střešního pláště kostela, které jsou spolu s věžní bání v havarijním stavu. Dříve položená a již zcela degradovaná šindelová krytina je nahrazována pálenou krytinou. V posledních letech je kostel příležitostně zpřístupňován.